# 1933 en droit
Cet article présente les faits marquants de l'année 1933 en droit.

## Événements

### Février
- 28 février, Allemagne : décret présidentiel « pour la protection du peuple et de l'État » à la suite de l'incendie du Reichstag. Ce décret pris par Paul von Hindenburg abroge la plupart des droits fondamentaux de la Constitution de Weimar, permet la mise en place de la dictature nazie et le début du Troisième Reich.

### Mars
- 3 mars, États-Unis : promulgation du Buy American Act, loi protectionniste, qui favorise les produits fabriqués aux États-Unis.

- 8 mars, France : un décret et un arrêté pris en Conseil d'État déclarent l'arabe « langue étrangère » en Algérie française.

- 9 mars, États-Unis : promulgation de la loi sur la réforme des banques « Glass-Steagall Act »[1].

- 23 mars, Allemagne : vote de la loi des pleins pouvoirs au Reichstag, Hitler obtient les pleins pouvoirs pour quatre ans.

- 31 mars, États-Unis : mise en place du Corps civil de protection de l'environnement ou Civilian Conservation Corps chargé d’employer 250 000 jeunes dans des tâches de conservation du sol et de reboisement, dans le cadre du New Deal.

### Avril
- 7 avril, Allemagne : loi sur le « rétablissement du système des fonctionnaires de profession » : légalisation de l'élimination des juifs de la fonction publique et début de l'émigration juive.

### Mai
- 3 mai : l'État libre d'Irlande abolit le serment de fidélité à la Couronne britannique.

- 12 mai, États-Unis : promulgation de l'Agricultural Adjustment Act[2], volet agricole du New Deal qui met notamment en place les Federal Land Banks chargées de secourir les fermiers endettés et les Federal Emergency Relief Administration, chargés des dons aux programmes d’assistance et de travaux publics des États fédérés et des municipalités.

- 19 mai, France : le Conseil d’Etat rend l’arrêt Benjamin[3] sur la liberté de réunion. La règle désormais appliquée est, selon la formule du Commissaire du gouvernement Michel : « la liberté est la règle, la restriction de police l’exception ».

- 27 mai, États-Unis : promulgation du Federal Securities Act[4] sur la livraison au public d’informations complètes lors de toute émission d’actions.

### Juin
- 13 juin, États-Unis : Home Owners Refinancing Loan Act (refinancement des hypothèques immobilières pour réduire les expulsions).

- 16 juin, États-Unis :
  - loi garantissant les 5000 premiers dollars des comptes en banque et différenciant les établissements de dépôts chargés des opérations de crédit et les banques d’affaires;
  - le National Industrial Recovery Act (N.I.R.A.) cherche à relancer des prix industriels par la limitation de la production et l’accroissement du pouvoir de consommation. Il crée deux administrations, le National Recovery Administration (N.R.A., organisation de la production par la disparition de la concurrence) et la Public Works Administration ; Création de la Tennessee Valley Authority (construction de barrages hydroélectriques, production d’engrais).

### Juillet
- 14 juillet, Allemagne : loi interdisant tout autre parti politique que le parti nazi[5]. Le NSDAP devient officiellement parti unique.

- 20 juillet, Allemagne : signature du concordat avec l'Église catholique romaine, dans les termes négociés avec la République de Weimar. Il sera remis en vigueur après la guerre et gère toujours aujourd'hui les relations entre l'Allemagne et le Vatican.

### Novembre
- 8 novembre : Convention relative à la conservation de la faune et de la flore à l'état naturel (en) conclue à Londres entre les puissances colonisatrice de l'Afrique

### Décembre
- 5 décembre, États-Unis : ratification du 21e amendement de la Constitution des États-Unis[6], supprimant la prohibition de l'alcool.